# Amphoe Thung Khao Luang
Amphoe Thung Khao Luang (Thai: อำเภอ ทุ่งเขาหลวง) ist ein Landkreis (Amphoe – Verwaltungs-Distrikt) in der Provinz Roi Et. Die Provinz Roi Et liegt in der Nordostregion von Thailand, dem so genannten Isan.

## Geographie
Amphoe Thung Khao Luang grenzt an die folgenden Landkreise (von Süden im Uhrzeigersinn): an die Amphoe At Samat, Thawat Buri und Selaphum. Alle Amphoe liegen in der Provinz Roi Et.
Der wichtigste Fluss des Landkreises ist der Mae Nam Chi (Chi-Fluss).

## Geschichte
Thung Khao Luang wurde am 1. Juli 1997 zunächst als „Zweigkreis“ (King Amphoe) eingerichtet, indem die vier Tambon Thung Khao Luang, Thoet Thai, Bueng Ngam und Maba vom Amphoe Thawat Buri abgetrennt wurden.
Am 15. Mai 2007 hatte die thailändische Regierung beschlossen, alle 81 King Amphoe in den einfachen Amphoe-Status zu erheben, um die Verwaltung zu vereinheitlichen.
Mit der Veröffentlichung in der Royal Gazette „Issue 124 chapter 46“ vom 24. August 2007 trat dieser Beschluss offiziell in Kraft.

## Verwaltungseinheiten

### Provinzverwaltung
Der Landkreis Thung Khao Luang ist in fünf Tambon („Unterbezirke“ oder „Gemeinden“) eingeteilt, die sich weiter in 51 Muban („Dörfer“) unterteilen.
| Nr. | Name             | Thai      | Muban | Einw. |
| --- | ---------------- | --------- | ----- | ----- |
| 1.  | Thung Khao Luang | ทุ่งเขาหลวง | 07    | 4.629 |
| 2.  | Thoet Thai       | เทอดไทย   | 10    | 4.564 |
| 3.  | Bueng Ngam       | บึงงาม     | 13    | 4.562 |
| 4.  | Maba             | มะบ้า      | 10    | 4.605 |
| 5.  | Lao              | เหล่า      | 11    | 5.295 |

### Lokalverwaltung
Es gibt fünf „Tambon-Verwaltungsorganisationen“ (องค์การบริหารส่วนตำบล – Tambon Administrative Organizations, TAO) im Landkreis:
- Thung Khao Luang (Thai: องค์การบริหารส่วนตำบลทุ่งเขาหลวง) bestehend aus dem kompletten Tambon Thung Khao Luang.
- Thoet Thai (Thai: องค์การบริหารส่วนตำบลเทอดไทย) bestehend aus dem kompletten Tambon Thoet Thai.
- Bueng Ngam (Thai: องค์การบริหารส่วนตำบลบึงงาม) bestehend aus dem kompletten Tambon Bueng Ngam.
- Maba (Thai: องค์การบริหารส่วนตำบลมะบ้า) bestehend aus dem kompletten Tambon Maba.
- Lao (Thai: องค์การบริหารส่วนตำบลเหล่า) bestehend aus dem kompletten Tambon Lao.